# 이케아 옷장에서 시작된 특별난 여행
이케아 옷장에서 시작된 특별난 여행(The Extraordinary Journey of the Fakir)은 프랑스에서 제작된 켄 스콧 감독의 2018년 드라마, 모험 영화이다. 다누쉬 등이 주연으로 출연하였고 뤽 보시 등이 제작에 참여하였다.

## 출연

### 주연
- 다누쉬
- 에린 모리아티
- 베레니스 베조

### 조연
- 바크하드 압디
- 제라르 쥐노
- 사라-진 라브로스
- 케이 그레이다누스
- 하티 싱
- 벤 밀러

## 제작진
- 원작자: 로맹 푸에르톨라스
- 공동제작: 니콜라스 드 라 모트
- 공동제작: 알레트 질베르베르그
- 시각효과: 토마스 듀발
- 의상: 발레리 랑슈
- 배역: 마리-프랑스 미셸
- 배역: 세바스찬 모라디엘로스
- 배역: 써니 다가르
- 배역: 레이첼 데스마레스트